# Râul Valea Scheauții
Râul Valea Scheauții este un afluent al râului Dăișoara. 

## Hărți
- Harta Județului Brașov